# KID
KID 是「Kindle Imagine Develop」的縮寫，乃是日本CyberFront公司經營的電子遊戲品牌。此品牌由同名之KID公司於1988年創立，並經營至2006年11月底止，該公司已在同年12月1日向東京地方法院申請自行破產。CyberFront公司則是在2007年2月透過破產管理律師接手該公司所有遊戲軟體的一切權利及業務，而開發遊戲的主要工作人員大部份轉到5pb.工作。
KID公司經營初期曾代工一些射擊遊戲和動作遊戲，1996年起開始制作戀愛題材的冒險遊戲和美少女遊戲。主要作品包括《秋之回憶》（Memories Off）系列、《无限轮回》（Infinity）系列等。部份作品已經正式翻譯成中文、英文等語言。

## 主要作品
不含廉價版。粗體為原十八禁遊戲移植，括號內為原製作公司，引號是原題。

### 1996年
- （Cocktail Soft）
KID唯一的十八禁遊戲。當時SEGA Saturn准許售賣十八禁遊戲。
- （Cocktail Soft）

### 1997年
- 「Pocket Love」
- 「きゃんきゃんバニー エクストラ」（Cocktail Soft）
- 「坂本龍馬・維新開國」

### 1998年
- （LIBIDO）
- （Cocktail Soft）
- 「High School Terra Story」（URAN）
- （「Virtuacall3」）
- 「瑠璃色の雪」（AIL）

### 1999年
- 「百事超人」
- 「前往燦爛季節」（Tactics「ONE～光辉的季节～」）
- 「秋之回憶」

### 2000年
- 「無限輪迴」
- 「Screen」（「Campus」）
- 「Never7 -the end of infinity-」
- 「Go Go Island」

### 2001年
- 「見習天使」
- 「Close to ～祈願之丘～」
- 「KID MIX Session」
- 「秋之回憶2」
- 「Prism Heart」（Pajamas Soft）

### 2002年
- （TOPCAT）
- 「Milky Season」
- 「王子さまLv1」（Alice Blue）
- 「My Merry May」
- 「Ever17 -the out of infinity-」
- （light）
- 「想君：秋之回憶」

### 2003年
- 「王子さまLv1.5」（Alice Blue）
- 「鳶尾花物語」
- 「青出於藍」
- 「Memories Off Duet」
- 「My Merry Maybe」
- （TAKUYO）
- 「夏夢夜話」
- 「Memories Off MIX」

### 2004年
- 「魔法護士小麥」
- 「見習天使2wins」
- 「Angel's Feather」（Blue Impact）
- 「CROSS†CHANNEL ～To all people～」（FlyingShine「CROSS†CHANNEL」）
- 「Remember11 -the age of infinity-」
- 「Colorful BOX to Love」（SoundTail「Colorful BOX」）
- （Pajamas Soft）
- 「秋之回憶：從今以後」
- 「Monochrome」
- 「水月 -迷心-」（F&C FC01「水月」）
- （Studio e.go!）

### 2005年
- 「Memories Off After Rain」（Vol.1 折鶴／Vol.2 想演／Vol.3 卒業）
- 「My Merry May with be」
- 「White Princess the second」（feng）
- （etude）
- 「水之旋律」
- 「秋之回憶5：中斷的影片」
- （Innocent Grey「恋狱月狂病」）

### 2006年
- 「Separate Hearts」
- 「水之旋律 ～協奏曲～」
- 「秋之回忆：从今以后again」
- 「水之旋律2 ～緋之記憶～」
- 「FESTA!! -HYPER GIRLS PARTY-」（Lass「FESTA!! -HYPER GIRLS POP-」）
- 「We Are*」
- 「龍刻 RYU-KOKU」
- （F&C FC02）

## 资料来源
1. ↑  （日語）[永久]，《每日新聞》，2006年12月1日 （页面存档备份，存于） .   [2006-12-01]. 原始内容存档于2007-09-21..   [2006-12-01]. 原始内容存档于2007-09-21.
2. ↑  （日語） [永久]，《每日新聞》，2007年2月1日 （页面存档备份，存于） .   [2007-02-02]. 原始内容存档于2007-08-28..   [2007-02-02]. 原始内容存档于2007-08-28.

## 外部連結
- （日語）Kid Official HP，存於網際網路檔案館
- （中文）KID game Area（页面存档备份，存于）（玩家自行整理）